# Манастир Златеш
Манастир Златеш се налази у селу Томашево, у близини Бијелог Поља, у Црној Гори. Припада Епархији будимљанско-никшићкој Српске православне цркве.

## Прошлост
Благословом Његовог Преосвештенства Епископа будимљанско-никшићког Г. Јоаникија храм Светог пророка Илије у селу Томашеву код Бијелог Поља, претворен је у манастир, а за настојатеља ове светиње постављен је јеромонах Епифаније Вучковић.
Свестрани просперитет и друштвено-економски и културни развој Златеша започео је раздобљем владавине Немањића. Тако је ово подручје, заједно са Полимљем, постало најразвијенији дио великожупанске Србије, која је била у сталном успону. Крајем 12. вијека и почетком 13. вијека Златеш у склопу Полимља, постаје истакнути пункт православља, један од културно развијенијих крајева ондашње Србије. Дио Полимља и Потарја и у њему Златеш држао је Немањин брат, велики кнез Мирослав, владар Захумља – прича мр Петко Бошковић, хроничар збивања не само овог краја већ и читавог подручја бјелопољске општине.– Кнез Мирослав је на Лиму подигао цркву, посвећену апостолима Светом Петру и Павлу, највјероватније прије 1190. године. Ово је најсјајнији период српске средњовјековне историје. У то вријеме, масовне градње манастира и цркава, Златеш је у Полимљу имао велики културни значја. Средишта тих нових струјања у Златешу су били манастири и цркве.
Богата културно-историјска прошлост Златеша је врло мало проучена, а посебно када је како је долина жупе Љубовиђа названа Златеш. Има више верзија предања, легенде. Народно памћење о називу Златеш датира од давнина, а посебно од Косовске вечере, кад је цар Лазар добио извјештај о пристизању српских снага за бој на Косову. Кад је сазнао да му властела из Златеша није стигла, он их је проклео да се више не зову Златеш него Вранеш (вран, црн). Од тада се назив Златеш нагло губи, поготово по доласку Турака, који упорно форсирају назив Вранеш, па су жупу Љубовиђа преименовали у нахију Вранеш. Тако је овај назив Вранеш остао до дан-данас. Разлози су јасни. Али црква посвећена светом Илији популарнија је као Златеш – истиче Бошковић, додајући да је обнова манистира Златеш у Томашеву охрабрење за народ.
У навечерје празника Светог Илије вечерњу службу у овом храму служио је протојереј-ставрофор Мираш Богавац. Богослужењу је присуствовао Преосвећени владика Јоаникије, који се сабраном народу обратио пригодном бесједом, назначивши у свом обраћању да је стара парохијска црква у Томашеву, сада прерасла у манастир, који ће носити назив Златеш, како се некада звала Вранешка долина.
Храмовна слава у Златешу, на празник Светог пророка Илије, прослављена је молитвеним сабрањем вјерног народа. Служена је Света Литургија, којом је начелствовао свештеник Зоран Бубања, а мјештани Томашева, након богослужења, остали су у разговору и дружењу са свештенством и новопостављеним игуманом. Њиховим трудом, љубављу и залагањем ускоро ће у потпуности бити завршени радови на манастирском конаку.